# Rubén Cabrera
Pour les articles homonymes, voir Cabrera.
Rubén Cabrera est un arbitre paraguayen de football des années 1960.

## Carrière
Il a officié dans une compétition majeure : 
- Coupe intercontinentale 1962 (match aller)